# Acanthodelta ezeoides
Acanthodelta ezeoides là một loài bướm đêm trong họ Noctuidae.